# René & Angela
René & Angela est un duo de R&B américain composé des artistes musicaux et producteurs René Moore et Angela Winbush (en). Ils se sont formés en 1977 et se sont séparés en 1986. Ils sont surtout connus pour leur chanson de 1985 I'll Be Good.

## Histoire
René Moore et Angela Winbush forment le duo à Los Angeles en 1977. Ils enregistrent ensuite trois albums pour Capitol Records : leur premier album éponyme René & Angela en 1980, le deuxième album Wall to Wall et leur dernier album pour le label, Rise en 1983.
Ils ont ensuite rejoint Mercury Records pour sortir Street Called Desire en 1985. Malgré le succès de l'album, le duo se sépare à la fin de l'année 1986. Des désaccords et des conflits ont provoqué des tensions entre les deux chanteurs. René Moore a prétendu que la source des tensions était due au fait qu'Angela Winbush prêtait ses talents de compositrice et de productrice à d'autres artistes, notamment aux Isley Brothers, avec lesquels elle a écrit et produit leur album Smooth Sailin' en 1987,. Cependant, Angela Winbush déclare que la fin du groupe était due au comportement violent de Moore, notamment à un incident sur scène à Cleveland, dans l'Ohio, en 1986, ainsi qu'au fait que Winbush ait interprété seule la chanson Your Smile, qui est devenue un succès numéro un au classement R&B américain.

### Après la séparation

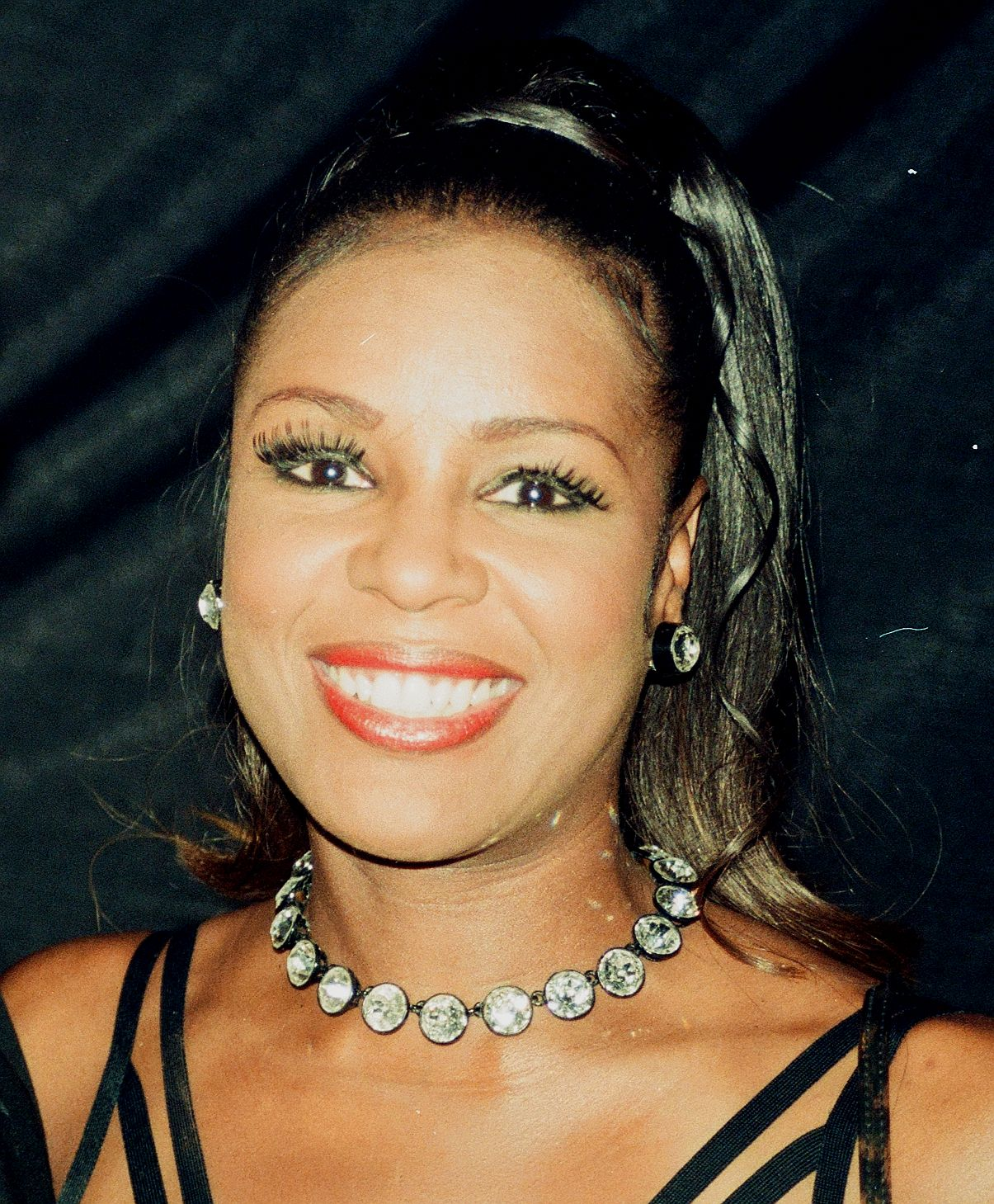
Angela Winbush en 1996.

Angela Winbush évoque la séparation dans une interview accordée au Los Angeles Times en 1988 : « C'était dommage de se séparer juste au moment où nous étions enfin en pleine ascension. PolyGram ne voulait pas qu'on se sépare. Mais il n'y avait pas le choix. Je ne pouvais plus travailler avec lui ». Le duo ne s'est pas séparé à l'amiable, et l'animosité était telle que Moore et Winbush ont dû communiquer par l'intermédiaire d'avocats.
René Moore et Angela Winbush poursuivent des carrières solo réussies en tant qu'interprètes, auteurs-compositeurs et producteurs. Moore participe en tant qu'auteur-compositeur et producteur aux albums Dangerous (1991) et History (1995) de Michael Jackson et forme ensuite Multi-Media Communications, société qui a exploité des stations de radio de 2008 à 2012. En tant qu'artiste solo, Angela Winbush enregistre plusieurs albums et singles, dont cinq qui se classent dans le top 10 du classement R&B américain  et écrit et/ou produit des chansons pour les Isley Brothers, Sheena Easton, Stephanie Mills et Lalah Hathaway, entre autres.

## Discographie

### Albums studio
| Date                                                                           | Album                     | Meilleurs classements | Meilleurs classements | Certifications | Label   |
| Date                                                                           | Album                     | US                    | US R&B                | Certifications | Label   |
| ------------------------------------------------------------------------------ | ------------------------- | --------------------- | --------------------- | -------------- | ------- |
| 1980                                                                           | René & Angela (en)        | —                     | —                     |                | Capitol |
| 1981                                                                           | Wall to Wall (en)         | 100                   | 15                    |                | Capitol |
| 1983                                                                           | Rise (en)                 | —                     | 33                    |                | Capitol |
| 1985                                                                           | Street Called Desire (en) | 64                    | 5                     | - RIAA : Or    | Mercury |
| « — » indique que l'album ne s'est pas classé ou n'est pas sorti dans le pays. |                           |                       |                       |                |         |

### Compilations
- The Best of René & Angela: Come My Way (1996, Capitol)
- Classic Masters (2002, Capitol)

### Singles
| Date                                                                             | Titre                   | Meilleurs classements | Meilleurs classements | Meilleurs classements | Meilleurs classements | Meilleurs classements | Meilleurs classements | Album                |
| Date                                                                             | Titre                   | US                    | US R&B                | US Dan                | BEL (FL)              | P-B                   | UK                    | Album                |
| -------------------------------------------------------------------------------- | ----------------------- | --------------------- | --------------------- | --------------------- | --------------------- | --------------------- | --------------------- | -------------------- |
| 1980                                                                             | Do You Really Love Me   | —                     | 43                    | —                     | —                     | —                     | —                     | René & Angela        |
| 1980                                                                             | Everything We Do        | —                     | 39                    | —                     | —                     | —                     | —                     | René & Angela        |
| 1981                                                                             | I Love You More         | —                     | 14                    | 31                    | —                     | —                     | —                     | Wall to Wall         |
| 1981                                                                             | Wall to Wall            | —                     | 37                    | —                     | —                     | —                     | —                     | Wall to Wall         |
| 1982                                                                             | Imaginary Playmates     | —                     | 26                    | —                     | —                     | —                     | —                     | Wall to Wall         |
| 1983                                                                             | Banging the Boogie      | —                     | 33                    | —                     | 23                    | —                     | —                     | Rise                 |
| 1983                                                                             | My First Love           | —                     | 12                    | —                     | —                     | —                     | —                     | Rise                 |
| 1985                                                                             | Save Your Love (For #1) | 101                   | 1                     | 3                     | —                     | 17                    | 66                    | Street Called Desire |
| 1985                                                                             | I'll Be Good            | 47                    | 4                     | 7                     | —                     | 21                    | 22                    | Street Called Desire |
| 1985                                                                             | Secret Rendezvous       | —                     | —                     | —                     | —                     | —                     | 54                    | Wall to Wall         |
| 1985                                                                             | Your Smile (en)         | 62                    | 1                     | 47                    | —                     | —                     | —                     | Street Called Desire |
| 1986                                                                             | You Don't Have to Cry   | 75                    | 2                     | —                     | —                     | —                     | —                     | Street Called Desire |
| 1986                                                                             | No How – No Way         | —                     | 29                    | —                     | —                     | —                     | —                     | Street Called Desire |
| « — » indique que le single ne s'est pas classé ou n'est pas sorti dans le pays. |                         |                       |                       |                       |                       |                       |                       |                      |